# Isole di Sergej Kirov
Le isole di Sergej Kirov (in russo Острова Сергея Кирова, ostrova Sergeja Kirova) sono un gruppo di isole russe bagnate dal mare di Kara.
Amministrativamente fanno parte del distretto di Tajmyr del Territorio di Krasnojarsk, nel Circondario federale della Siberia.
Non vanno confuse con le omonime isole di San Pietroburgo, affacciate sul mar Baltico.

## Geografia
Le isole sono situate nella parte sud-orientale del mare di Kara, circa 140 km a nord della costa siberiana, 180 km a sud-ovest dell'arcipelago Severnaja Zemlja e 100 km a nord-ovest dell'arcipelago di Nordenskiöld; 72 km a nord-nord-est si trovano le isole di Voronin. Fanno parte della Riserva naturale del Grande Artico.
Si tratta di 8 isole, una delle quali senza nome, che si estendono da sud-ovest a nord-est per una distanza di circa 80 km. L'area totale può essere stimata intorno ai 250–300 km².

Le isole sono circondate da banchi di sabbia e da lagune poco profonde; il territorio è coperto da vegetazione tipica della tundra. Le acque che circondano le isole sono coperte di ghiaccio per la maggior parte dell'anno, con numerosi banchi anche d'estate.

La maggiore è l'isola di Isačenko con una superficie di 180,6 km² e l'altezza massima di 57 m s.l.m.

L'isola Složnyj è composta da tre banchi di sabbia connessi e alternati a due zone con rilievi (altezza massima di 22 m.s.l.m.), che producono una vaga forma ad E arrotondata.

L'isola Severnyj è una serie di basse lingue di sabbia, talvolta collegate l'una dall'altra, talvolta sconnesse, che formano una specie di atollo di 3 km di diametro con una laguna centrale.

Le altre isole sono:
- Južnyj, la più meridionale, a ovest della quale si trova un isolotto senza nome.
- Srednij, l'isola centrale.
- Zabytyj, un isolotto all'estremità nord-orientale dell'isola di Isačenko.
- Isola di Kirov, la più settentrionale e isolata, si trova più di 30 km a nord-est di Severnyj.

Il nome dell'arcipelago e di una delle isole è dedicato al politico e statista sovietico Sergej Mironovič Kirov.